# Ulrich Mühe
Friedrich Hans Ulrich Mühe (Grimma, 20 juni 1953 – Walbeck, 22 juli 2007) was een Duitse acteur en regisseur.
Mühe is internationaal vooral bekend geworden door Das Leben der Anderen uit 2006. Voor de rol van Stasi-agent Gerd Wiesler werd hij uitgeroepen tot beste Europese acteur op de European Film Awards van 2006. Hij speelde in drie films van Michael Haneke: Benny's Video, Funny Games en Das Schloss. Hij speelde een concentratiekamparts in Amen. van Costa-Gavras.

## Biografie
Mühe werd in 1953 geboren in het Oost-Duitse Grimma. Nadat Mühe van school ging werd hij opgeleid als wegwerker. Later zou hij zijn diensttijd doorbrengen bij de Grenztruppen der DDR aan de Berlijnse Muur. Zijn diensttijd heeft hij echter niet volbracht wegens een regelmatig terugkerende maagzweer, er werd gezegd dat dit werd veroorzaakt door stress. Ook wordt beweerd dat dit het begin was van de maagkanker, die uiteindelijk zijn leven zou kosten.
Hierna zou Mühe aan de Hans Otto Theaterhochschule in Leipzig gaan acteren. In 1979 begon hij met acteren.
In het revolutiejaar 1989 speelde Mühe een rol in de omwenteling in de DDR. Hij was een van de organisatoren van een grote demonstratie op de Alexanderplatz op 4 november en las in het theater voor uit het verboden werk van Walter Janka.
Mühe overleed op 22 juli 2007 aan maagkanker. Hij ligt begraven op de begraafplaats van Walbeck.

### Privé
Mühe was drie maal getrouwd. Zijn eerste vrouw was Annegret Hahn, met wie hij twee zonen heeft, Andreas en Konrad. Daarna was hij tussen 1984 en 1990 getrouwd met Jenny Gröllmann. Uit dit huwelijk werd één dochter geboren, actrice Anna Maria Mühe. Na de publiekmaking van de geheime Stasi-documenten ontdekte Mühe dat Gröllmann zijn dossier geregeld van documenten voorzien had. Zijn derde vrouw was actrice Susanne Lothar, met wie hij twee kinderen kreeg, Sophie Marie en Jakob.

## Filmografie

### Bioscoop
- 1983: Olle Henry
- 1985: Die Frau und der Fremde
- 1985: Hälfte des Lebens
- 1989: Das Spinnennetz
- 1989: Hard Days, Hard Nights
- 1990: Sehnsucht (Senso)
- 1992: Schtonk!
- 1992: Benny’s Video
- 1994: Der Blaue
- 1995: Rennschwein Rudi Rüssel
- 1996: Peanuts – Die Bank zahlt alles
- 1996: Engelchen
- 1997: Funny Games
- 1997: Sterben ist gesünder
- 1998: Sieben Monde
- 1998: Feuerreiter
- 1998: Straight Shooter
- 2002: Der Stellvertreter (Amen)
- 2003: Spy Sorge
- 2003: Hamlet X
- 2005: Schneeland
- 2006: Das Leben der Anderen
- 2007: Mein Führer – Die wirklich wahrste Wahrheit über Adolf Hitler
- 2010: Nemesis

### Televisie
- 1981: Kabale und Liebe (studio-opname)
- 1978: Der Held der westlichen Welt (studio-opname)
- 1980: Armer Ritter (theater-opname)
- 1983: Der Mann und sein Name
- 1983: Gespenster
- 1984: Die Poggenpuhls (televisiefilm)
- 1985: Die dritte Frau (tweeluik)
- 1986: Der Snob (studio-opname)
- 1986: Das Buschgespenst
- 1987: Die erste Reihe (televisiefilm)
- 1987: Sansibar oder Der letzte Grund
- 1988: Polizeiruf 110: Flüssige Waffe
- 1988: Nadine, meine Liebe
- 1989: Späte Ankunft (tweeluik)
- 1989: Prinz Friedrich von Homburg
- 1989: Egmont (theater-opname)
- 1989: Die gläserne Fackel (aflevering Wendepunkte)
- 1990: Nathan der Weise (theater-opname)
- 1990: Philotas
- 1990: Der kleine Herr Friedemann
- 1991: Die Jüdin von Toledo (theater-opname)
- 1991: Ende der Unschuld
- 1991: Jugend ohne Gott
- 1992: Das letzte U-Boot
- 1993: Wehner – die unerzählte Geschichte
- 1993: Das tödliche Auge (tweeluik)
- 1993: Zwei Supertypen in Miami (aflevering Heiße Diamanten)
- 1995: Geschäfte
- 1995: Nikolaikirche
- 1995: Rosa Roth – Lügen
- 1995: Nadja – Heimkehr in die Fremde
- 1995: … nächste Woche ist Frieden
- 1996: Tatort: Die Abrechnung
- 1996: Tödliches Schweigen
- 1997: Das Schloß
- 1998: 36 Stunden Angst
- 1998: Siska (aflevering Tod einer Würfelspielerin)
- 1998–2007: Der letzte Zeuge (73 afleveringen)
- 1999: Todesengel
- 1999: Tatort: Traumhaus
- 1999: Einfach raus
- 2000: Goebbels und Geduldig
- 2001: Dreimal Leben
- 2003: Im Schatten der Macht
- 2003: Boomtown Berlin (aflevering Es leckt)
- 2003: Alles Samba
- 2004: Hunger auf Leben
- 2006: Das Geheimnis von St. Ambrose
- 2006: Peer Gynt

## Theatrografie (selectie)
als acteur
- 1985: Johannes R. Becher: Winterschlacht (tanksoldaat) – regie: Alexander Lang (Deutsches Theater Berlin)
- 1985: Pedro Calderón de la Barca: Das Leben ist Traum (Zygmunt) – regie: Friedo Solter (Deutsches Theater Berlin)
- 1986: Johann Wolfgang von Goethe: Egmont (Egmont) – regie: Friedo Solter (Deutsches Theater Berlin)
- 1988: Heiner Müller: Der Lohndrücker (Stettiner) – regie: Heiner Müller (Deutsches Theater Berlin)
- 1991: William Shakespeare/Heiner Müller: Hamlet/Maschine (Hamlet) – regie: Heiner Müller (Deutsches Theater Berlin)

- 1983–1996: Osvald Alving in Gespenster van Henrik Ibsen – regie: Thomas Langhoff (Kammerspiele des Deutschen Theaters Berlin)
- Titelrol in Philotas van Lessing
- Titelrol in Hamlet van Shakespeare
- Titelrol in Clavigo van Goethe (met Paulus Manker)
- Titelrol in Peer Gynt von Ibsen (regie: Claus Peymann)
- Koning Alphons in Die Jüdin von Toledo (met Susanne Lothar)
- Ian in Zerbombt van Sarah Kane (regie: Thomas Ostermeier)
- Arts in Gesäubert van Sarah Kane (regie: Peter Zadek)

als theaterregisseur
- 2004: Der Auftrag von Heiner Müller (2004)

## Hoorspelen (selectie)
- 1983: Dino Buzzati: Die Festung (Angustina) – Regie: Götz Fritsch, DDR-radio
- 1984: Günther Weisenborn: Klopfzeichen (Hans) – Regie: Fritz Göhler, DDR-radio
- 1984: Heinar Kipphardt: Bruder Eichmann (kapitein Chass) – Regie: Barbara Plensat/ Ulrich Griebel, DDR-radio
- 1984: Bertolt Brecht: Furcht und Elend des Dritten Reiches – Regie: Achim Scholz (hoorspel – DDR-radio)
- 1985: Alfred de Musset: Man spielt nicht mit der Liebe (Perdican) – Regie: Wolfgang Brunecker, DDR-radio
- 1985: Helmut Bez: Die erste große Fahrt der Hoffnung (Rodrigo) – Regie: Manfred Täubert, DDR-radio
- 1986: Wilhelm Jacoby/ Carl Laufs: Pension Schöller (Eugen Rumpel) – Regie: Norbert Speer, DDR-radio
- 1986: Franz Fühmann: Die Schatten (Eurylochos) – Regie: Barbara Plensat, DDR-radio
- 1986: Peter Hacks: Die Kinder (Zeus) – Regie: Norbert Speer, DDR-radio
- 1986: Peter Gosse: Tod der Orpheus (Orpheus) – Regie: Horst Liepach, DDR-radio
- 1986: Maxim Gorki: Komische Käuze (Nikolai Potechin) – Regie: Ingeborg Medschinski, DDR-radio
- 1987: Peter Jakubeit: Der Verbrecher Hans Kohlhase (verteller) – Regie: Horst Liepach, DDR-radio
- 1988: Thomas Knauf: Die Stunde des Augenblicks (Scherf) – Regie: Peter Brasch, DDR-radio
- 1993: Wladimir Sorokin: Ein Monat in Dachau (monoloog-spreker) – Regie: Ulrich Gerhardt, SDR
- 1995: Walter Kempowski: Der Krieg geht zu Ende – Regie: Walter Adler, hr
- 1996: Thomas Brussig: Helden wie wir (Klaus Uhltzscht) – Regie: Wolfgang Rindfleisch, MDR/SDR
- 1996: Heiner Müller: Germania III. – Gespenster am toten Mann (monoloog-spreker) – Regie: Ulrich Gerhardt, DLR/ORB/SDR

## Luisterboeken (selectie)
- Der kleine Prinz van Antoine de Saint-Exupéry (DE: )
- Adler und Engel van Juli Zeh
- Ich bin eine Welt van Georg Trakl
- Ein Monat in Dachau van Wladimir Sorokin
- Die Weise von Liebe und Tod des Cornets Christoph Rilke van Rainer Maria Rilke
- Von allem Anfang an van Christoph Hein
- Reise gegen den Wind van Peter Härtling
- Der Südkurier van Antoine de Saint-Exupéry
- Das kalte Herz van Wilhelm Hauff
- Wind, Sand und Sterne van Antoine de Saint-Exupéry

## Documentaire films
- Ulrich Mühe – Unerbittlich, auch gegen sich selbst. dokumentaire film, Duitsland, 2007, 30 Min., draaiboek en regie: Leonore Brandt, produktie: MDR, serie: Lebensläufe, eerste uitzending: 30 maart 2008 bij MDR, samenvatting van MDR.
- Jetzt bin ich allein – Der Schauspieler Ulrich Mühe. dokumentaire film, Duitsland, 2008, 60 Min., draaiboek en regie: Christoph Rüter, produktie: Christoph Rüter Filmproduktion, arte, eerste uitzending: 29 september 2008 bei arte, samenvatting van Christoph Rüter.